# Antonio Garamendi
Antonio Garamendi Lecanda (Guecho, Vizcaya, 8 de febrero de 1958) es un empresario español, actual presidente de la Confederación Española de Organizaciones Empresariales (CEOE).
Anteriormente desempeñó el cargo de tesorero de la CEOE y también fue el presidente de la Confederación Española del Metal (ConfeMetal).

## Biografía
Hijo de una familia de larga tradición empresarial. Su padre, Rafael Garamendi Aldecoa, fue presidente de la naviera Marítima del Nervión y consejero en industrias como Tubos Reunidos y Aldecoa. Su abuelo y bisabuelo, ambos arquitectos, construyeron los hogares de los nuevos industriales vizcaínos, tanto en Bilbao como en Guecho.
Licenciado en Derecho por la Universidad de Deusto se dedicó al negocio familiar, proyectos impulsados por él mismo (pequeñas y medianas empresas) y presencia en diversos consejos de administración y consejos asesores de grandes empresas (Red Eléctrica España, Bankoa, La Equitativa, Babcock & Wilcox, Albura y Tubos Reunidos).
Fue también presidente de Handyman y del Grupo Negocios. Su actividad empresarial privada se centra en los sectores del metal, construcción, inmobiliario, seguros y hostelería, participando como accionista o consejero en distintas empresas.
Con todo, su mayor notoriedad le llegó del ámbito de las organizaciones empresariales. Comenzó con la fundación de la Asociación de Jóvenes Empresarios del País Vasco, de la que saltó a la presidencia de la Confederación Española de Jóvenes Empresarios (Ceaje), posteriormente a la de la Confederación Iberoamericana de Jóvenes Empresarios, y finalmente asumió la Presidencia de la Confederación Española de Pequeñas y Medianas Empresas (CEPYME). Ha sido miembro de la Junta Directiva de la Confederación Empresarial de Vizcaya, de la Comisión Ejecutiva del Metal de Vizcaya, de la Cámara de Comercio de Vizcaya y vocal de la Cámara de la Propiedad de Vizcaya. Dentro de la CEOE, ha desempeñado diversos puestos de importancia, tales como la tesorería y la presidencia de la federación del Metal (Confemetal).

## Presidente de la CEOE
El 20 de noviembre de 2018 fue elegido presidente de la Confederación Española de Organizaciones Empresariales, sustituyendo a Juan Rosell, que le había vencido en 2014. Volvió a ser reelegido el 23 de noviembre de 2022, frente a Virginia Guínda.
En 2023, la CEOE cambia el estatus de su presidente, que facturaba sus servicios como autónomo y que ahora pasará a estar en nómina de la organización. Percibirá por esta función una remuneración de casi 400 000 euros anuales.
Se opone a la ministra de Trabajo, Yolanda Díaz, por sus planes de reducir la jornada laboral en España.

## Premios
- Premio Tintero (2020). Otorgado por la Asociación de Periodistas de Información Económica (APIE).[11]

## Distinciones y condecoraciones
- Gran Cruz- Orden del Mérito Militar (15 de junio de 2021).[cita requerida]